# Herbert Turnbull
Herbert Westren Turnbull, né le 31 août 1885 à Tettenhall et mort le 4 mai 1961 à Grasmere, est un mathématicien britannique.

## Biographie
Herbert Turnbull naît le 31 août 1885 à Tettenhall. Après avoir fréquenté la Sheffield Grammar School, il entre au Trinity College à Cambridge.
Herbert Turnbull contribue à la théorie des invariants algébriques et à l'histoire des mathématiques.
Il occupe la chaire royale en mathématiques de St. Andrews jusqu'à sa retraite en 1950, date à laquelle il est suivi par Edward Thomas Copson en tant que professeur Regius de mathématiques.

### Famille
En juillet 1911, il épouse Ella Drummond Williamson, fille du chanoine HD Williamson. Le couple a un enfant.

### Alpinisme
Membre du Scottish Mountaineering Club, il en a été, un moment donné, son président.

### Mort
Il meurt le 4 mai 1961 à Grasmere.

## Publications
- The Theory of Determinants, Matrices, and Invariants, 1928
- The Great Mathematicians, 1929
- Theory of Equations, 1939
- The Mathematical Discoveries of Newton, 1945
- avec A. C. Aitken: An Introduction to the Theory of Canonical Matrices, 1945
- en tant que rédacteur:  The correspondence of Isaac Newton, first 3 vols (1959–1961) out of a total of 7 vols (1959–77).